# Cántara lucentina

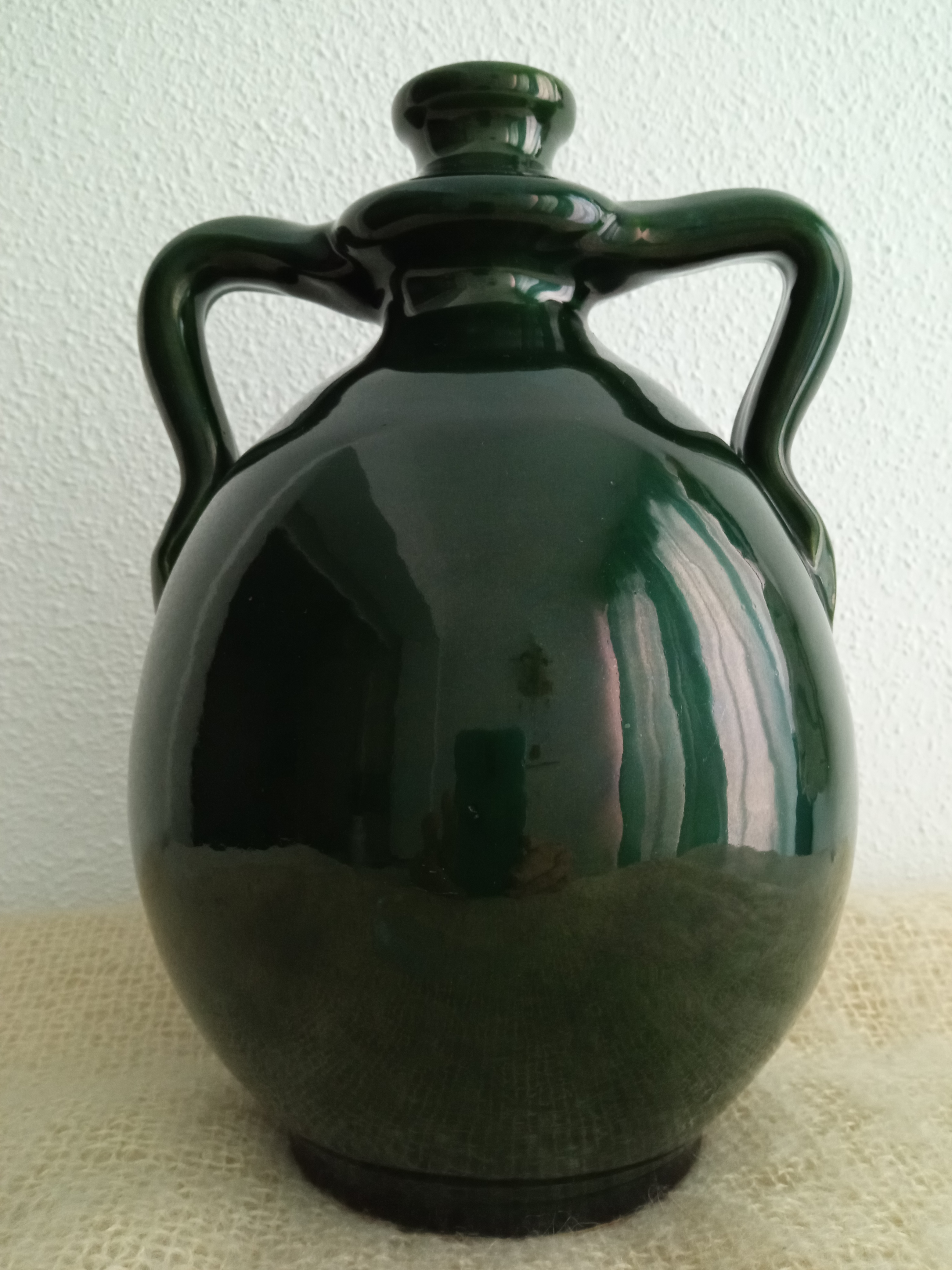
Cántara lucentina o botija de arriero, esmaltada en verde. Posiblemente, obra del alfar de Isidoro Granados Luque.

La botija de dos asas es un recipiente de arcano diseño alfarero definido en los repertorios cerámicos como vasija de barro, por lo general de tamaño mediano, cuerpo esférico y de cuello estrecho y breve.
Su morfología y usos –especialmente relacionados con la alfarería de agua–, documentados en casi todas las guías y obras básicas sobre cacharrería popular o alfarería de basto, presentan una diversidad iconográfica sujeta a cierta unidad tipológica: vasijas globulares, panzudas, de cuello pequeño pero grueso del que parten dos asas estilizadas que tras abrir un ángulo más o menos pronunciado se apoyan en los hombros de la pieza.
Las formas de la botija de dos asas fueron obra habitual en alfarerías tan representativas como las de Moveros (Zamora), Jiménez de Jamuz (León),. Priego (Cuenca), y Alcázar de San Juan o Santa Cruz de Mudela en Ciudad Real. En su monografía dedicada a los barreros manchegos, Lizcano Tejado documenta, agrupa y analiza el pasado de las botijas aguaderas de dos asas y su importancia en la vida agrícola y rural en la meseta española.
Desaparecido su uso utilitario, su porte y diseño han sido recuperados para la cerámica decorativa en focos como el cordobés de La Rambla, pasando como piezas tradicionales de la alfarería española a los museos especializados.